# Chiesa di San Ciro

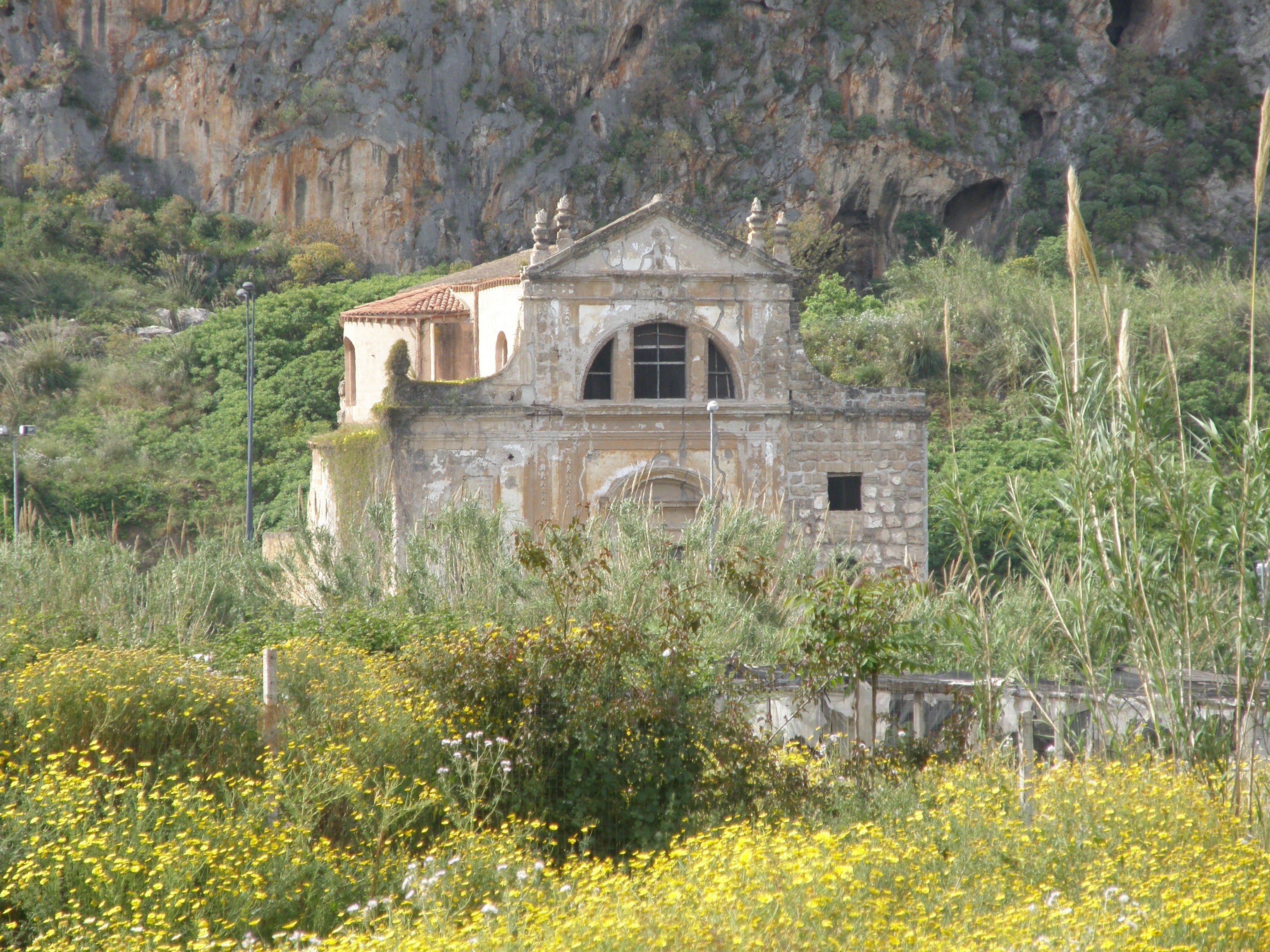
Chiesa di San Ciro

Chiesa di San Ciro ist ein Kirchengebäude in Palermo.
Am Fuß, des Monte Grifone, über einer Quelle, die in antiker Zeit der Fruchtbarkeitsgöttin Ceres geweiht war, errichtete 1656  der Pater  Girolamo Matranga eine kleine Marienkapelle. 1735 wurde anstatt der Kapelle das jetzige Gotteshaus errichtet, das erstmals 1826 und nochmals 1874 restauriert wurde, als eine Reliquie und eine Statue des Heiligen Ciro hierher überführt wurden. Sprengungen in einem nahen Steinbruch führten zu schweren Schäden, die zur Schließung der Kirche und ab 1982 eine Grundsanierung erforderlich machte. 
Die spätbarocke, aus Bruchsteinen errichtete, teilweise verputzte  Fassade ist durch stark betonte Lisenen gegliedert. Das untere Geschoss wird beherrscht durch ein hohes Portal, über dessen Türsturz ein Segmentgiebel  mit darüber liegendem Stuckrahmen die Portalzone abschließt. 
Ein gekröpftes Gesims  teilt die Fassade, über die nahezu gesamte Breite des Obergeschosses erstreckt sich ein dreigeteiltes Halbbogenfenster. Die Fassade wird durch einen Dreiecksgiebel abgeschlossen. Vasen als Giebelbekrönungen schmücken die Mauerecken der Fassade.
Der schlichte, einschiffige Innenraum ist als Dreikonchenanlage konzipiert.  Einziger Schmuck sind die vorgesetzten,  mit Weinlaubornamenten verzierten Pfeiler und Pilaster, deren Kapitelle  von einem umlaufenden Gesims verbunden werden.  